# فورسلن
فورسلن (بالألمانية: Würselen) هي مدينة تقع في ألمانيا.

## معرض صور

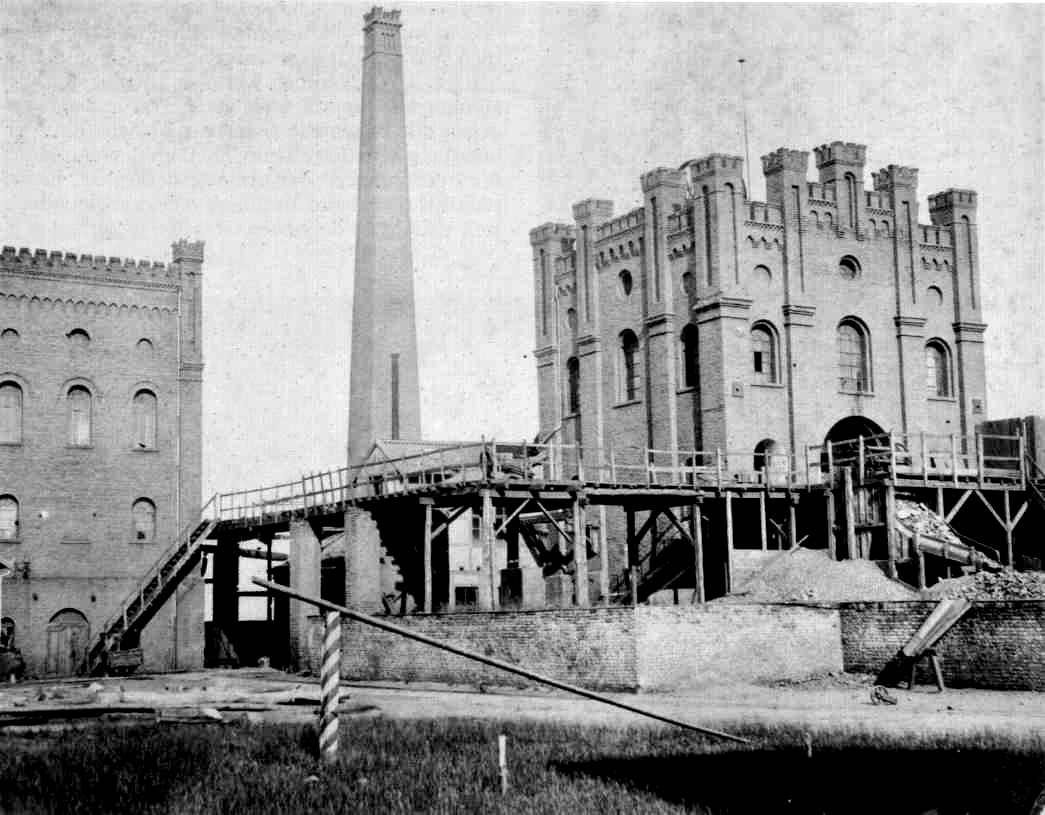
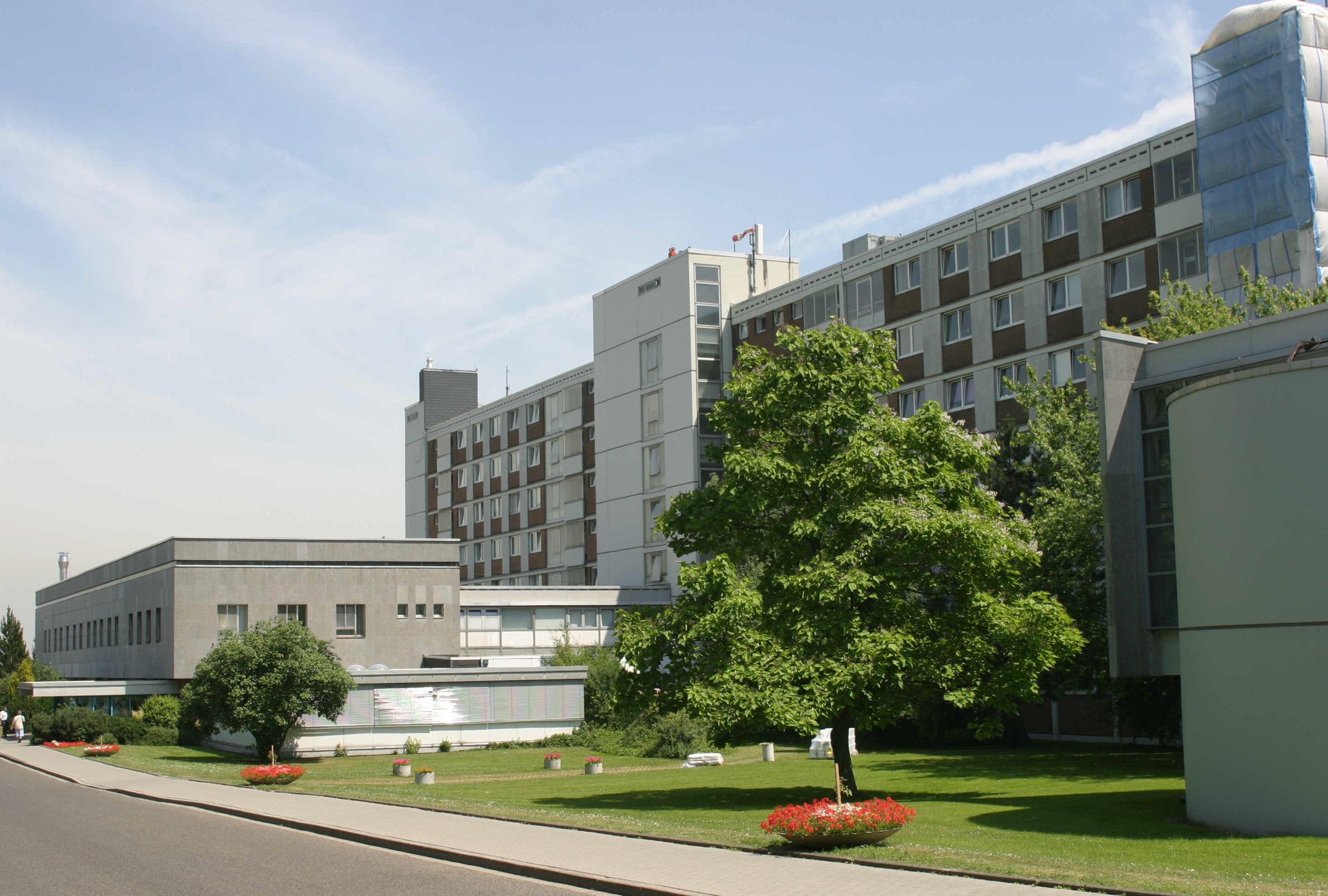
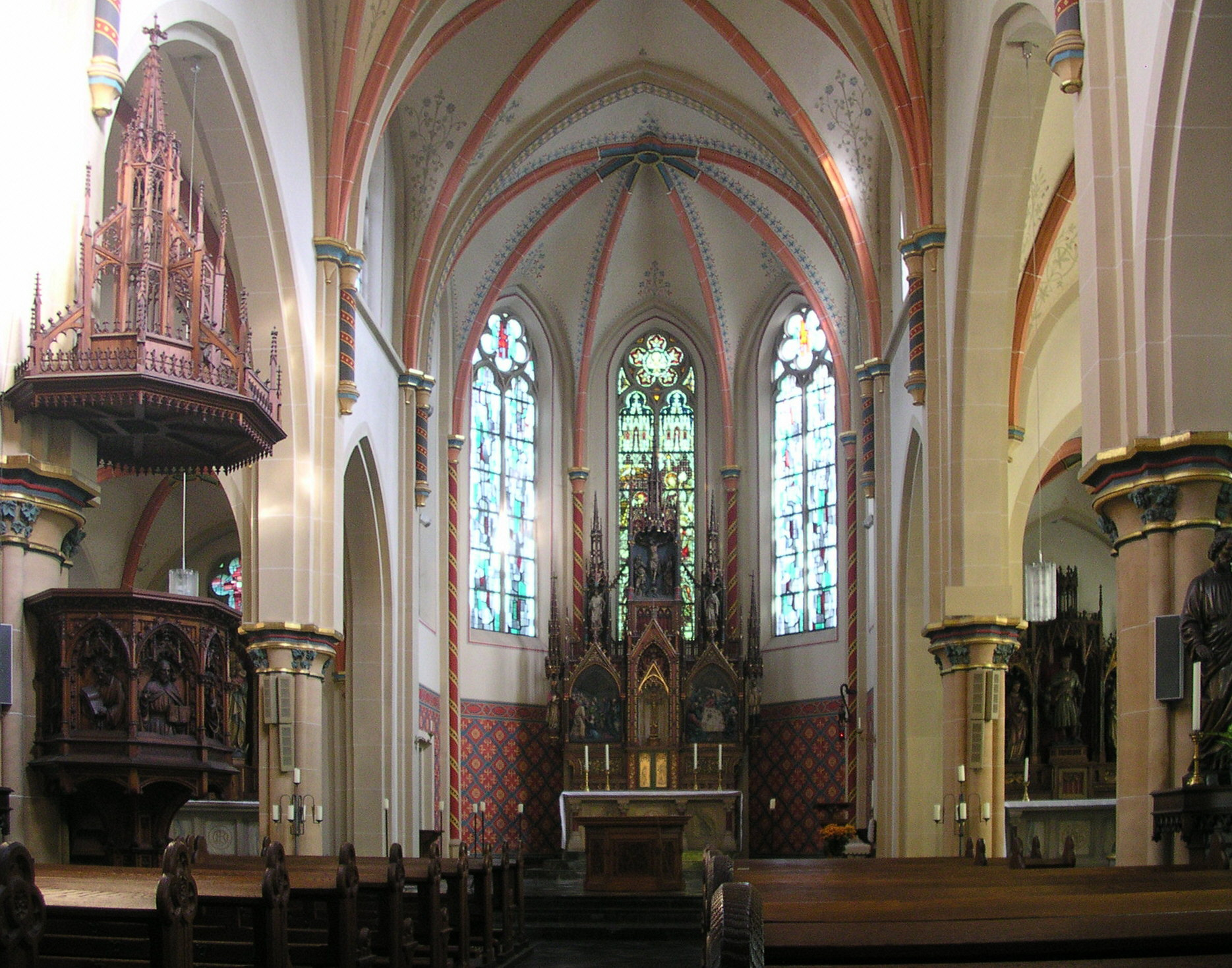

## توأمة
لفورسلن اتفاقيات توأمة مع كل من:
- مورلي
- هيلدبورغهاوزن
- Réo [الإنجليزية]‏
- كامباجناتيكو

## أعلام
- يوب كابيلمان
- يانيك غيرهاردت
- يوب ديرفال
- تورشتن فرينغس
- دايفيد يانسن